# Heinrich Schmidt (Mediziner, 1912)

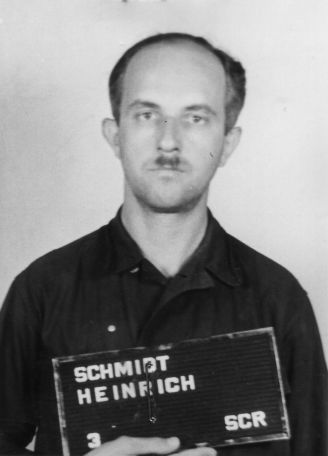
Heinrich Schmidt als Angeklagter.

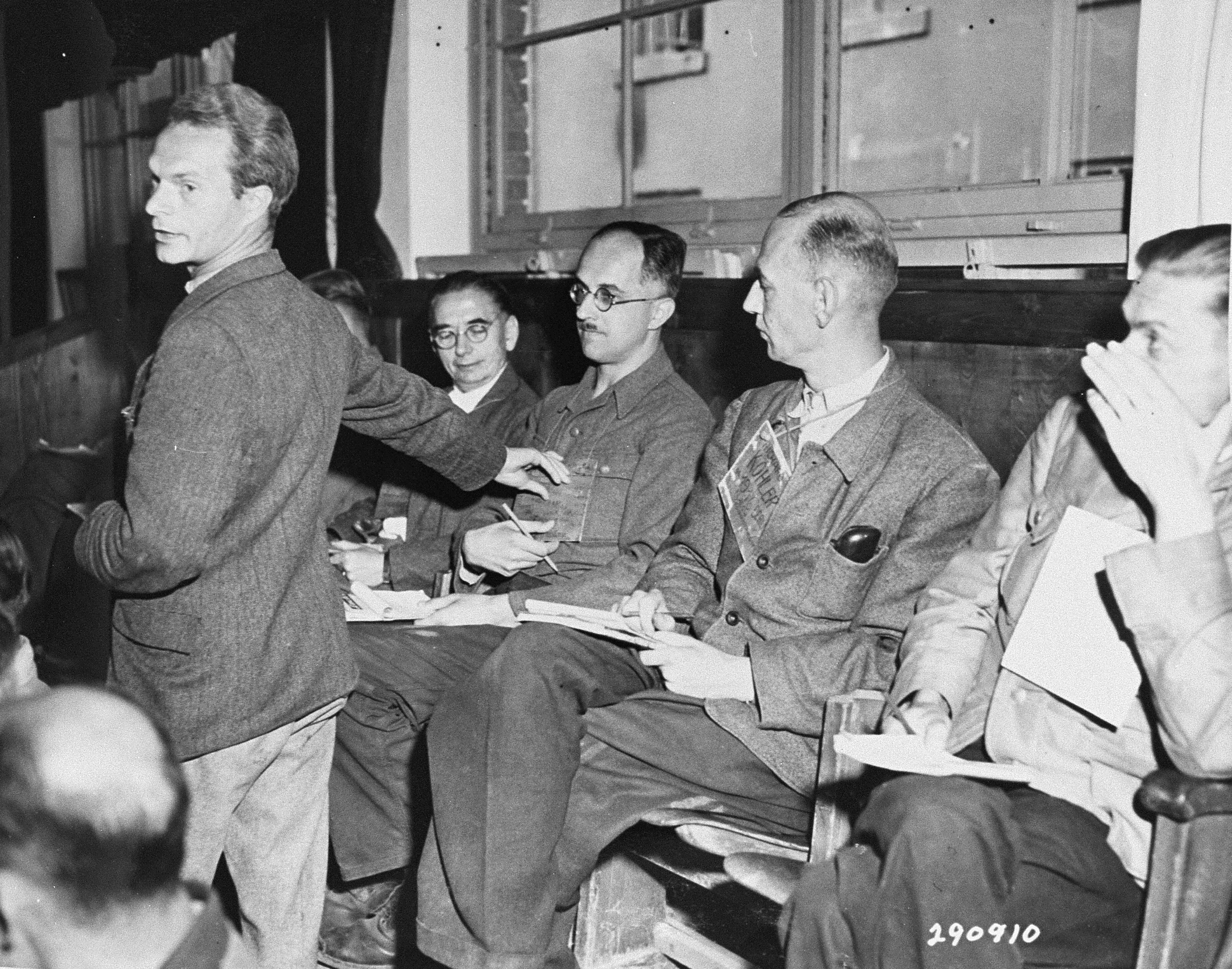
Heinrich Schmidt (sitzend) wird während des Nordhausen-Hauptprozesses am 19. September 1947 von einem Zeugen der Anklage identifiziert.

Ernst Heinrich Schmidt (* 27. März 1912 in Altenburg; † 28. November 2000 in Celle) war deutscher SS-Hauptsturmführer und als Lagerarzt in Konzentrationslagern eingesetzt.

## Biografie
Schmidt, der 1937 an der Universität Leipzig zum Doktor der Medizin promoviert wurde, war Mitglied der NSDAP (Mitgliedsnummer 555.294) und SS (Mitgliedsnr. 23.069). Nach Beginn des Zweiten Weltkrieges war Schmidt zunächst in einem Lazarett der Waffen-SS eingesetzt.
Schmidt war ab 1941 Lagerarzt im KZ Buchenwald und wurde von dort im Juni 1942 in das KZ Majdanek versetzt. Im Oktober 1943 wurde Schmidt erster Lagerarzt im KZ Groß-Rosen und wurde ab September 1944 in das KZ Dachau versetzt. Zwischen März 1945 und Anfang April 1945 fungierte Schmidt als Lagerarzt in dem Außenlager Boelkekaserne des KZ Mittelbau in Nordhausen. Im Zuge der Evakuierung des KZ Mittelbau gelangte Schmidt am 8. oder 9. April in das KZ Bergen-Belsen, das am 14. April von Angehörigen der britischen Armee übernommen wurde. Schmidt sagte ebenso wie Alfred Kurzke als Zeuge im Bergen-Belsen-Prozess am 25. Oktober 1945 aus. Zu diesem Zeitpunkt war er leitender Arzt im DP-Camp in Bergen-Belsen.
Später wurde er verhaftet und im Dachauer Dora-Prozess, der im Rahmen der Dachauer Prozesse vom 7. August 1947 bis zum 30. Dezember 1947 stattfand, angeklagt und freigesprochen.
Nach einer erneuten Inhaftierung wurde er am 26. November 1975 vom Landgericht Düsseldorf im dritten Majdanek-Prozess wegen gemeinschaftlicher Beihilfe zum Mord an mindestens acht Häftlingen aufgrund der Teilnahme an Selektionen für die Gaskammer angeklagt. Aus Mangel an Beweisen wurde Schmidt, der in Polen als Mörder gesucht wurde, am 20. März 1979 freigesprochen und am 19. April 1979 aus der Haft entlassen.
Schmidt soll 1985 in Uetze gelebt haben.